# Hoću živjeti (1982.)
Hoću živjeti, hrvatski dugometražni film iz 1982. godine.
Scenarij za film napisao je hrvatski književnik Mirko Sabolović, a film je snimljen u Cigleni kod Bjelovara. Hrvatska glumica Ena Begović za vrijeme snimanja filma bila je još studentica 4. godine Akademije kazališne i filmske umjetnosti u Zagrebu.

## Radnja
Seoski gazda Marko Mlinarić (Fabijan Šovagović) želi modernizirati rad na obiteljskom imanju. U skladu s tim namjerava prodati konje i u kooperaciji uzgajati svinje, no njegov stari otac Petar (Milan Srdoč) u žalu za konjima pokušava samoubojstvo. Jednako šokantna za Marka odluka je njegova sina Filipa (Milan Štrljić) da se oženi lijepom, no gluhonijemom i siromašnom djevojkom Terezom (Ena Begović).

## Nagrade
- Pula '82. - Srebrni vijenac tjednika Studio redatelju debitantu. Nagrada Kodak Pathe za kameru Ivici Rajkoviću.
- Niš '82. - Car Konstatin, 1. nagrada za glavnu mušku ulogu Milanu Štrljiću. Nagrada lista Dvoje Milanu Štrljiću i Eni Begović za najpoetičniji ljubavni par na filmu.
- Alamanca '83. - Glavna nagrada za režiju.